# Edward Echols

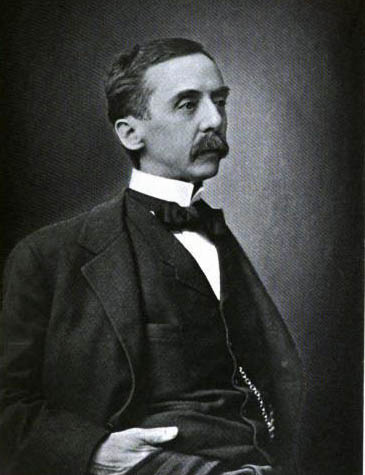
Edward Echols

Edward Echols (* 2. September 1849 im Monroe County, Virginia; † 19. Dezember 1914 in Staunton, Virginia) war ein US-amerikanischer Politiker. Zwischen 1898 und 1902 war er Vizegouverneur des Bundesstaates Virginia.

## Werdegang
Der im heutigen West Virginia geborene Edward Echols war der Sohn von John Echols (1823–1896), einem Lokalpolitiker und Brigadegeneral im Heer der Konföderation während des Bürgerkrieges. Nach dem Krieg zog die Familie nach Staunton. Edward studierte Jura und praktizierte als Rechtsanwalt. Gleichzeitig schlug er als Mitglied der Demokratischen Partei eine politische Laufbahn ein. Zwischen 1883 und 1888 saß er im Abgeordnetenhaus von Virginia; von 1889 bis 1896 gehörte er dem Staatssenat an.
1897 wurde Echols an der Seite von James Hoge Tyler zum Vizegouverneur von Virginia gewählt. Dieses Amt bekleidete er zwischen 1898 und 1902. Dabei war er Stellvertreter des Gouverneurs und formaler Vorsitzender des Staatssenats. Zwischen 1906 und 1914 war er erneut Mitglied und seit 1908 amtierender Präsident (President Pro Tempore) des Senats von Virginia. Echols wurde auch im Bankgewerbe aktiv und war seit 1905 Präsident der National Valley Bank in Staunton. Er starb am 19. Dezember 1914.